# Saint-Jean-sur-Reyssouze
Saint-Jean-sur-Reyssouze ist eine französische Gemeinde im Département Ain in der Region Auvergne-Rhône-Alpes. Sie gehört zum Kanton Replonges im Arrondissement Bourg-en-Bresse.

## Geographie

### Lage
Die Gemeinde Saint-Jean-sur-Reyssouze liegt in der Bresse am Fluss Reyssouze, 24 Kilometer nordwestlich von Bourg-en-Bresse.

### Nachbargemeinden
Umgeben ist Saint-Jean-sur-Reyssouze von den Nachbargemeinden Servignat im Norden, Mantenay-Montlin im Nordosten, Saint-Julien-sur-Reyssouze im Osten, Jayat im Südosten, Marsonnas im Süden, Béréziat im Südwesten, Saint-Étienne-sur-Reyssouze im Westen und Chavannes-sur-Reyssouze im Nordwesten.

## Bevölkerungsentwicklung
| Jahr                       | 1962 | 1968 | 1975 | 1982 | 1990 | 1999 | 2006 | 2013 | 2021 |
| -------------------------- | ---- | ---- | ---- | ---- | ---- | ---- | ---- | ---- | ---- |
| Einwohner                  | 941  | 818  | 680  | 578  | 541  | 579  | 684  | 733  | 767  |
| Quellen: Cassini und INSEE |      |      |      |      |      |      |      |      |      |

## Sehenswürdigkeiten
- Romanische Kirche Saint-Jean-Baptiste aus dem 12. Jahrhundert, Monument historique
- Schloss Montiernoz

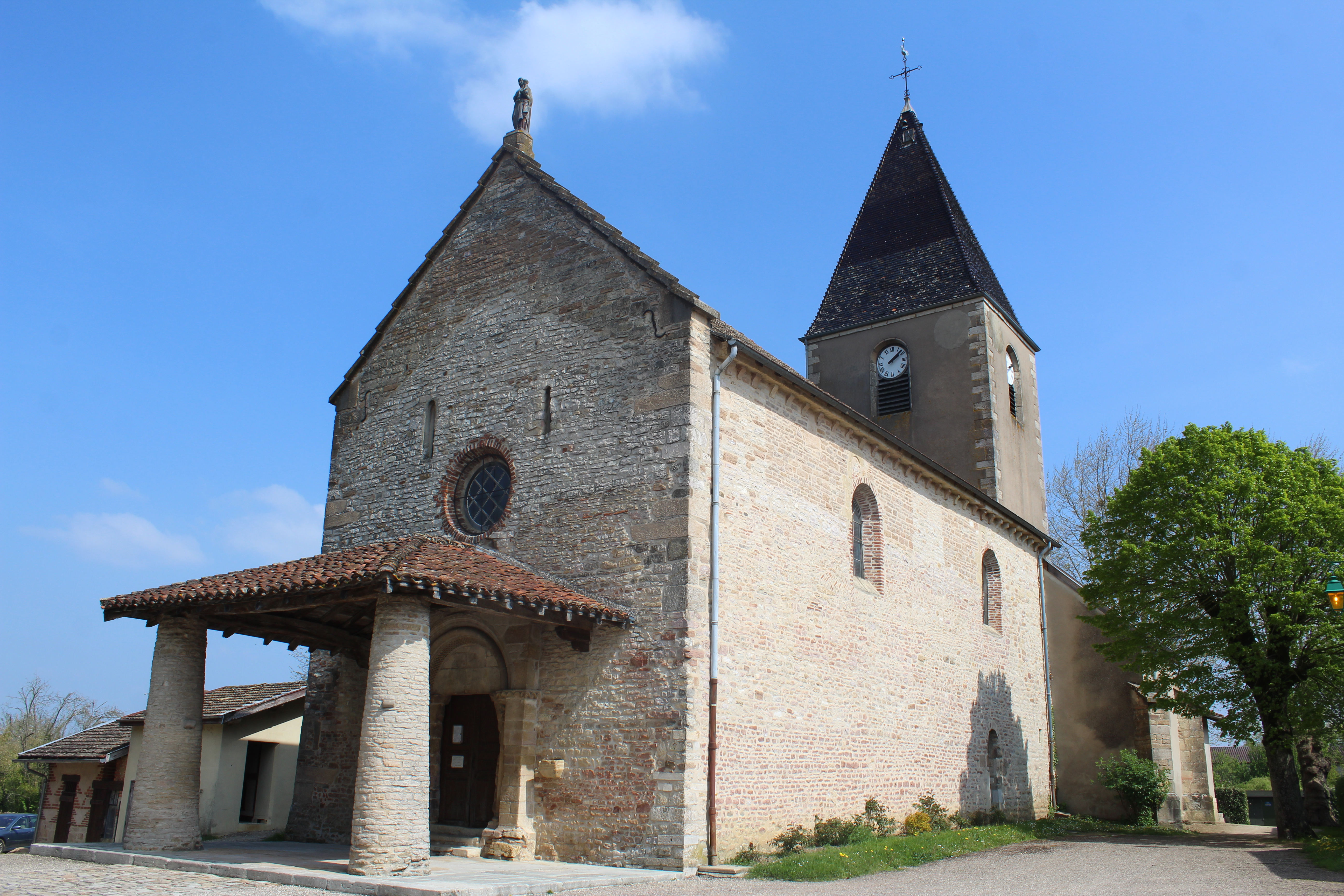
Kirche Saint-Jean-Baptiste
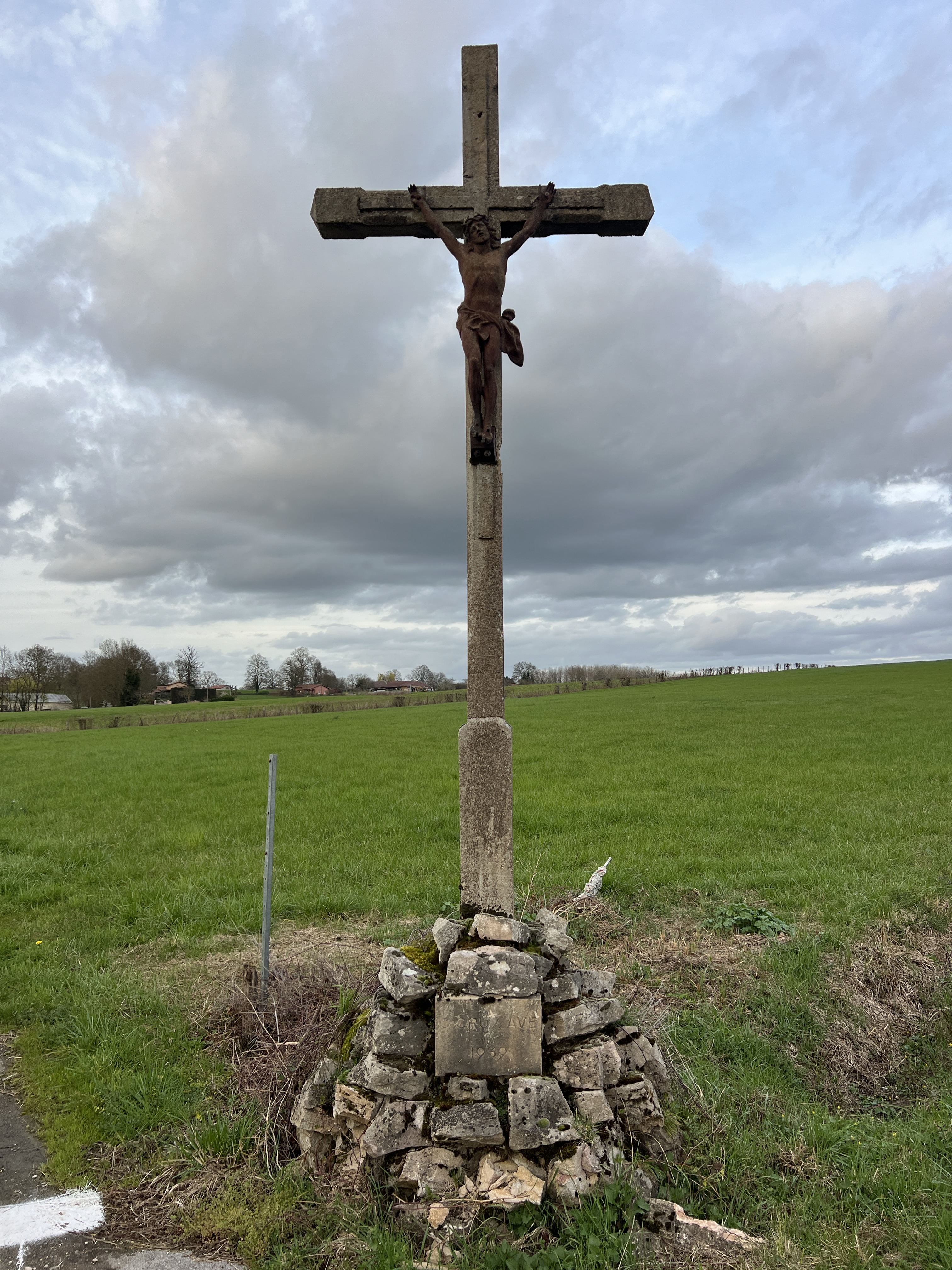
Wegkreuz
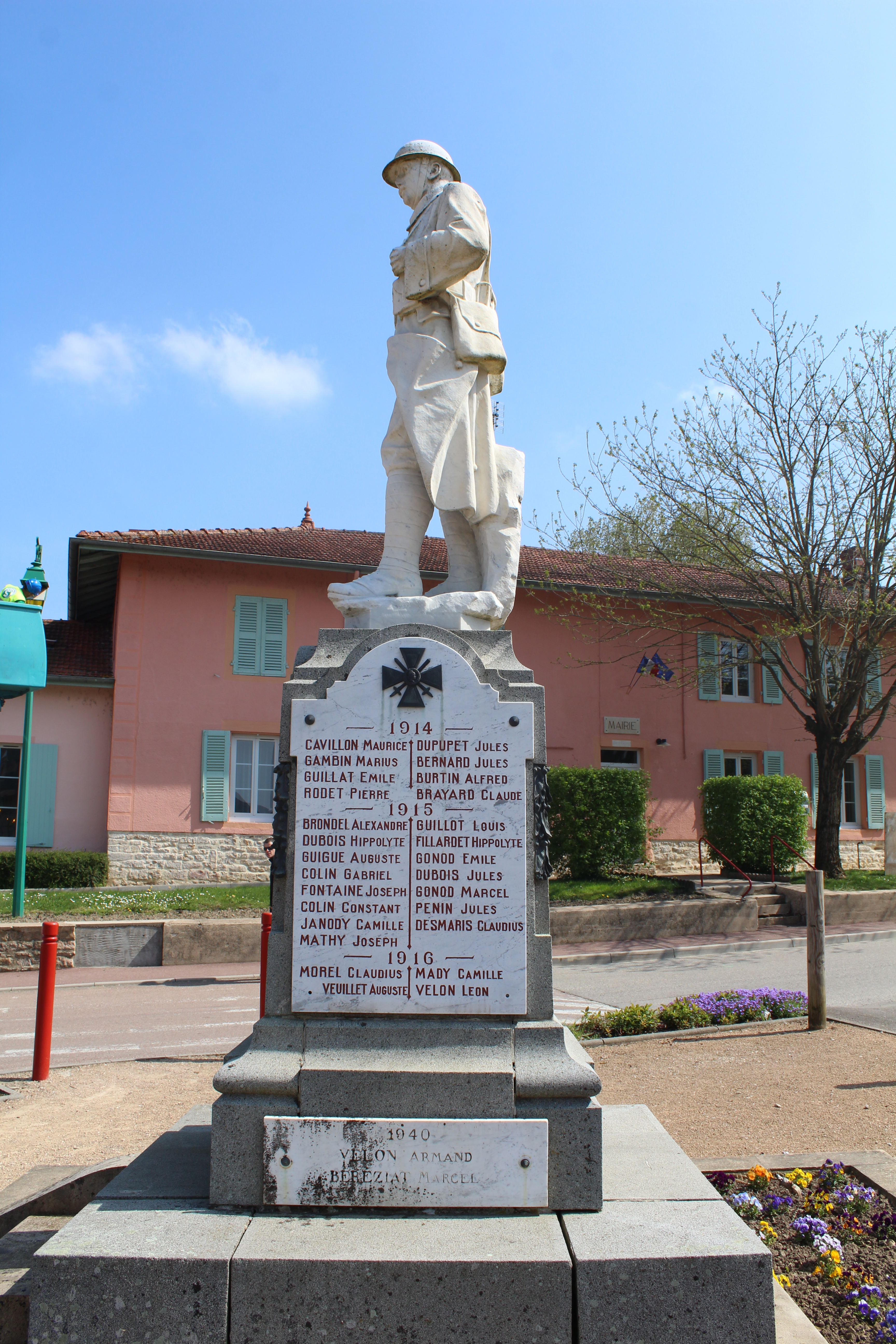
Gefallenendenkmal